# Käsivarren Erämaa
Käsivarren Erämaa este o arie protejată (arie specială de conservare — SAC, sit de importanță comunitară — SCI, arie de protecție specială avifaunistică — SPA) din Finlanda întinsă pe o suprafață de 264.739 ha, integral pe uscat.

## Localizare
Centrul sitului Käsivarren Erämaa este situat la coordonatele 68°55′45″N 21°44′10″E / 68.9292°N 21.7361°E.

## Înființare
Situl Käsivarren Erämaa a fost declarat sit de importanță comunitară în august 1998 pentru a proteja 7 specii de plante și 35 de specii de animale. Alte tipuri de protecție:
- arie de protecție specială avifaunistică (în august 1998)[2]
- arie specială de conservare (în aprilie 2015)[1][3][4]

## Biodiversitate
Situată în ecoregiunea alpină, aria protejată conține 22 de habitate naturale: Ape oligotrofe din câmpii nisipoase, cu un conținut foarte redus de minerale (Littorelletalia uniflorae), Lacuri și iazuri distrofice naturale, Râuri naturale fino-scandinave, Râuri de munte și vegetația erbacee de pe malurile acestora, Pajiști alpine și boreale, Tufărișuri subarctice cu Salix spp., Pajiști boreale și alpine pe substrat silicios, Liziere de ierburi înalte hidrofile de câmpie și de nivel montan până la alpin, Mlaștini turboase de tranziție și turbării mișcătoare, Izvoare fino-scandinave și mlaștini produse de izvoare bogate în minerale, Izvoare petrifiante cu formare de travertin (Cratoneurion), Mlaștini alcaline, Formațiuni pioniere alpine de Caricion bicoloris-atrofuscae, Turbării Aapa, Turbării Palsa, Grohotișuri silicioase de la nivelul montan până la nivelul zăpezii (Androsacetalia alpinae și Galeopsietalia ladani), Pante stâncoase calcaroase cu vegetație casmofită, Pante stâncoase silicioase cu vegetație casmofită, Mlaștini împădurite, Taiga vestică, Păduri aluvionare cu Alnus glutinosa și Fraxinus excelsior (Alno-Padion, Alnion incanae, Salicion albae), Păduri nordice subalpine/subarctice cu Betula pubescens ssp. czerepanovii.
La baza desemnării sitului se află mai multe specii protejate:
- plante (7): Carex holostoma, Encalypta mutica, Hamatocaulis vernicosus, Meesia longiseta, Ranunculus lapponicus, ochii-șoricelului (Saxifraga hirculus), Trisetum subalpestre
- păsări (30): rață sulițar (Anas acuta), ciuf de câmp (Asio flammeus), Aythya marila, prundaș de nămol (Calidris falcinellus), bătăuș (Calidris pugnax), fugaci pitic (Calidris temminckii), mierla de apă (Cinclus cinclus), erete vânăt (Circus cyaneus), gușă vânătă (Cyanecula svecica), lebădă de iarnă (Cygnus cygnus), Eremophila alpestris, Eudromias morinellus, șoim de iarnă (Falco columbarius), cufundar polar (Gavia arctica), cufundar mic (Gavia stellata), cocor (Grus grus), becațină mică (Lymnocryptes minimus), rață catifelată (Melanitta fusca), rață neagră (Melanitta nigra), Mergellus albellus, codobatura galbenă (Motacilla flava), pietrar sur (Oenanthe oenanthe), notatița cu ciocul subțire (Phalaropus lobatus), ploier auriu (Pluvialis apricaria), Sterna paradisaea, Surnia ulula,  cocoș de munte (Tetrao urogallus), fluierar negru (Tringa erythropus), fluierar de mlaștină (Tringa glareola), fluierarul cu picioare roșii (Tringa totanus)
- mamifere (3): vulpe polară (Alopex lagopus), gluton (Gulo gulo), vidră de râu (Lutra lutra)
- nevertebrate (2): Clossiana improba, Hesperia comma catena

Pe lângă speciile protejate, pe teritoriul sitului au mai fost identificate 84 de specii de plante, 1 specie de păsări, 3 specii de mamifere, 13 specii de nevertebrate, 1 specie de pești.